# Cuộc hẹn cuối tuần
Cuộc hẹn cuối tuần là một chương trình hài tạp kỹ do Đài Truyền hình Việt Nam sản xuất, được phát sóng trên kênh VTV3 từ ngày 17 tháng 7 năm 2021. Mỗi số của chương trình thường được dành trọn cho một hoặc một vài nhân vật khách mời, với sự kết hợp giữa trò chuyện, trò chơi, âm nhạc và các tiểu phẩm hài. Tính đến năm 2025, chương trình đã được sản xuất và phát sóng được ba mùa. 

## Nội dung
Trong mỗi số của chương trình, các nghệ sĩ khách mời sẽ chia sẻ và bàn luận về cuộc đời và sự nghiệp của họ, xen giữa là những trò chơi khuấy động không khí và các tiết mục âm nhạc được biểu diễn trong chương trình. Mỗi chương trình của Cuộc hẹn cuối tuần không có một khung kịch bản, định dạng cố định mà được thay đổi theo cách khai thác, tiếp cận của từng nhân vật cụ thể.
Bên cạnh đó, chương trình tập trung khai thác các chủ đề xã hội nổi bật trong tuần dưới góc nhìn mới lạ và hài hước, gửi gắm những thông điệp giản dị, gần gũi. Trong hai mùa đầu tiên, cuối mỗi chương trình có thể có một tiểu phẩm hài.

## Phát triển

### Sản xuất
Cuộc hẹn cuối tuần có sự phối hợp của nhiều ban, đơn vị trong Đài Truyền hình Việt Nam, trong đó Ban Văn hóa - Giải trí là đơn vị tổ chức sản xuất chính. Ngoài ra chương trình còn có sự tham gia của Trung tâm Phim truyền hình Việt Nam, Ban Thể thao, Trung tâm Sản xuất và phát triển nội dung số (VTV Digital), Trung tâm Mỹ thuật, Trung tâm Kỹ thuật truyền hình và Ban Thư ký Biên tập. Trước đây, Ban Thanh thiếu niên (đã giải thể từ năm 2022) cũng đóng vai trò đồng sản xuất chương trình này.
Không giống như các chương trình khác của VTV có thể quay nhiều số một tuần, các tập phát sóng của Cuộc hẹn cuối tuần được ghi hình theo tuần, và có rất ít thời gian để xử lý hậu kỳ do thời điểm ghi hình rất sát với giờ lên sóng. Mỗi nhân vật, sự việc trong Cuộc hẹn cuối tuần đều được những người thực hiện chương trình tìm hiểu rất kỹ trước khi sản xuất. Việc khai thác ở những khía cạnh thú vị nhất, những điều mà khán giả vẫn chưa được nghe hay biết tới chính là thứ mang lại sự mới mẻ cho tất cả người xem.
Ở hầu hết các tập phát sóng, phần âm nhạc do nhạc sĩ Hồng Kiên đảm nhận.  

### Người dẫn chương trình
Nguyễn Quốc Khánh, Trần Việt Hoàng và Nguyễn Huyền Trang được công bố là 3 người dẫn chương trình của Cuộc hẹn cuối tuần mùa đầu tiên vào năm 2021. Trong đó, Quốc Khánh đảm nhận vai trò dẫn dắt chính trong chương trình, Việt Hoàng đảm nhận phần bình luận các vấn đề nổi bật được xã hội quan tâm dưới góc nhìn hài hước, và Huyền Trang phụ trách các trò chơi thư giãn và thử thách dành cho khách mời. Ở mùa thứ hai, nhà báo Trịnh Long Vũ trở thành người dẫn chương trình mới thay thế vị trí của biên tập viên Quốc Khánh, cùng với sự xuất hiện lần đầu tiên trong chương trình của biên tập viên Trần Ngọc. Huyền Trang là nhân vật nữ duy nhất trong dàn người dẫn chương trình của mùa 1 tiếp tục đảm nhận vị trí này. Sang mùa thứ ba, những người dẫn phụ đã được loại bỏ khỏi chương trình và Long Vũ trở thành người dẫn duy nhất của mùa này.
| Dẫn chương trình   | Mùa      | Mùa      | Mùa      |
| Dẫn chương trình   | 1 (2021) | 2 (2022) | 3 (2025) |
| ------------------ | -------- | -------- | -------- |
| Nguyễn Quốc Khánh  | ✔️       | ✖        | ✖        |
| Trần Việt Hoàng    | ✔️       | ✖        | ✖        |
| Nguyễn Huyền Trang | ✔️       | ✔️       | ✖        |
| Trịnh Long Vũ      | ✖        | ✔️       | ✔️       |
| Trần Hồng Ngọc     | ✖        | ✔️       | ✖        |

## Danh sách tập

### Mùa 1 (2021)
| Tập | Ngày phát sóng | Nghệ sĩ chính                  | Khách mời biểu diễn                 | Khách mời biểu diễn                                                               |
| Tập | Ngày phát sóng | Nghệ sĩ chính                  | Sân khấu                            | Tiểu phẩm hài                                                                     |
| --- | -------------- | ------------------------------ | ----------------------------------- | --------------------------------------------------------------------------------- |
| 1   | 17 tháng 7     | Việt Anh                       | Văn Mai Hương                       | NSƯT Quang Thắng, Vân Dung, Đỗ Duy Nam, Hà Trung                                  |
| 2   | 24 tháng 7     | Tuấn Hưng                      | Đỗ Duy Nam, Gigi Hương Giang        |                                                                                   |
| 3   | 31 tháng 7     | Mạnh Trường & Phương Oanh      | Lâm Bảo Ngọc, Ngọt Band             | NSƯT Quang Thắng, Vân Dung, Đỗ Duy Nam, Hà Trung, Mạnh Dũng, Thái Dương           |
| 4   | 7 tháng 8      | NSƯT Xuân Bắc                  | Thu Thủy, Da LAB                    |                                                                                   |
| 5   | 14 tháng 8     | Lương Thùy Linh                | Dương Edward, Đinh Mạnh Ninh        | NSƯT Quang Thắng, Vân Dung, Đỗ Duy Nam, Hà Trung, Mạnh Dũng, Việt Bắc, Thái Dương |
| 6   | 21 tháng 8     | NSƯT Võ Hoài Nam               | Khánh Linh, Võ Hoài Anh, Bảo Trâm   | NSƯT Quang Thắng, Du Ka, Huyền Thạch, Mạnh Dũng                                   |
| 7   | 28 tháng 8     | NSƯT Thanh Lam                 | Oplus                               |                                                                                   |
| 8   | 4 tháng 9      | Ngô Phương Lan                 | Nguyễn Phương Thanh, Phạm Anh Duy   | NSƯT Quang Thắng, Vân Dung, Đỗ Duy Nam, Thái Dương                                |
| 9   | 11 tháng 9     | Bức Tường & Da LAB             | Đông Hùng, Việt Lâm                 |                                                                                   |
| 10  | 18 tháng 9     | Thanh Sơn & Khả Ngân           | Hương Ly                            | Hà Trung, NSƯT Quang Thắng, Vân Dung                                              |
| 11  | 25 tháng 9     | Tùng Dương                     | Kiều Anh                            | Vân Dung, Đỗ Duy Nam, Hà Trung, Mạnh Dũng, Thái Dương                             |
| 12  | 2 tháng 10     | NSƯT Quang Thắng & Vân Dung    | Dương Hoàng Yến, Phong Windy        |                                                                                   |
| 13  | 9 tháng 10     | Nhóm Desire và những người bạn | Thủy Bùi                            | Vân Dung, Đỗ Duy Nam, Hà Trung, Mạnh Dũng, Thái Dương                             |
| 14  | 16 tháng 10    | Mỹ Linh                        | Hồng Kiên, Thanh Tùng, Hoàng Phương |                                                                                   |
| 15  | 23 tháng 10    | Nhan Phúc Vinh                 | Minh Châu, Yến Lê                   | NSƯT Quang Thắng, Vân Dung, Đỗ Duy Nam, Hà Trung, Mạnh Dũng                       |
| 16  | 30 tháng 10    | Binz, Rhymastic, Soobin        |                                     |                                                                                   |
| 17  | 6 tháng 11     | Phương Thanh                   | Hoàng Hải                           |                                                                                   |

### Mùa 2 (2022)
| Tập          | Ngày phát sóng | Nghệ sĩ chính                            | Khách mời biểu diễn                                                                         | Tiểu phẩm hài                           | Tiểu phẩm hài                                             |
| Tập          | Ngày phát sóng | Nghệ sĩ chính                            | Khách mời biểu diễn                                                                         | Tên tiểu phẩm                           | Diễn viên                                                 |
| ------------ | -------------- | ---------------------------------------- | ------------------------------------------------------------------------------------------- | --------------------------------------- | --------------------------------------------------------- |
| 1            | 2 tháng 7      | Lan Phương                               | Nguyễn Quốc Khánh, Trần Việt Hoàng, Dương Sơn Lâm, nhạc sĩ Hồng Kiên, Linh 3T, Hải Yến Idol |                                         |                                                           |
| 2            | 9 tháng 7      | H'Hen Niê & S.T Sơn Thạch                | Y Garia                                                                                     | Lớp học sinh tồn                        | Hà Trung, Mạnh Dũng, Dương Anh Đức                        |
| 3            | 16 tháng 7     | Đức Phúc                                 | Bố mẹ của Đức Phúc                                                                          | Võ đường thời @                         | Hà Trung, Đỗ Duy Nam, Mạnh Dũng                           |
| 4            | 23 tháng 7     | Quyền Linh                               | Hoàng Trang, Nguyễn Đông, Trần Anh Tú                                                       | Cuộc sống hoàng gia                     | Hà Trung, Đỗ Duy Nam, Mạnh Dũng, Dương Anh Đức, Mạnh Châu |
| 5            | 30 tháng 7     | Trọng Hiếu                               | NSND Thu Huyền                                                                              | Chép Tanh - Thương vụ nghìn tỷ (Phần 1) | Dương Anh Đức, Hà Trung, Thái Dương                       |
| 6            | 6 tháng 8      | Phan Mạnh Quỳnh                          |                                                                                             | Chép Tanh - Thương vụ nghìn tỷ (Phần 2) | Dương Anh Đức, Vân Dung                                   |
| 7            | 14 tháng 8     | Isaac                                    |                                                                                             | Chép Tanh - Thương vụ nghìn tỷ (Phần 3) | Dương Anh Đức                                             |
| 8            | 20 tháng 8     | Cẩm Ly                                   |                                                                                             | Chép Tanh - Thương vụ nghìn tỷ (Phần 4) | Dương Anh Đức, Mạnh Dũng                                  |
| 9 (Tập Gala) | 27 tháng 8     | Mạc Văn Khoa, Lâm Vỹ Dạ, Puka, Tuấn Dũng | Da LAB                                                                                      |                                         |                                                           |
| 10           | 3 tháng 9      | Hứa Vĩ Văn                               | LyLy, Thu Thủy                                                                              |                                         | Dương Anh Đức, Hà Trung, Thái Dương, Mạnh Dũng            |
| 11           | 10 tháng 9     | Đen Vâu                                  | Trung Lương                                                                                 |                                         |                                                           |
| 12           | 17 tháng 9     | NSND Tự Long                             | NSND Đoàn Thanh Bình, Mỹ Dung                                                               |                                         | Vân Dung, Hà Trung                                        |
| 13           | 24 tháng 9     | Đan Trường                               |                                                                                             |                                         | Dương Anh Đức, Mạnh Dũng, Hà Trung, Đỗ Duy Nam            |
| 14           | 1 tháng 10     | Thúy Diễm & Lương Thế Thành              | Nguyên Hà, Đinh Mạnh Ninh                                                                   |                                         |                                                           |
| 15           | 8 tháng 10     | Thu Phương                               | KIm Oanh, Quang Minh                                                                        |                                         |                                                           |
| 16           | 15 tháng 10    | Mỹ Tâm                                   | Thái Huân                                                                                   |                                         |                                                           |
| 17           | 22 tháng 10    | Nguyễn Thúc Thùy Tiên                    | Trung Quân Idol                                                                             |                                         | Thái Dương, Đỗ Duy Nam, Mạnh Dũng, Dương Anh Đức          |
| 18           | 29 tháng 10    | Thu Minh                                 |                                                                                             |                                         | Thái Dương, Đỗ Duy Nam, Mạnh Dũng, Dương Anh Đức          |
| 19           | 5 tháng 11     | Hồng Diễm                                | Doãn Quốc Đam, Hà Lê, Hương Ly                                                              |                                         | Thái Dương, Đỗ Duy Nam, Mạnh Dũng, Dương Anh Đức          |
| 20           | 12 tháng 11    | Trần Thu Hà                              | Dì của Trần Thu Hà, Trần Thanh Phương                                                       |                                         |                                                           |

### Mùa 3 (2025)
| Tập | Ngày phát sóng | Nghệ sĩ chính                                            | Khách mời biểu diễn                               |
| --- | -------------- | -------------------------------------------------------- | ------------------------------------------------- |
| 1   | 23 tháng 2     | NSƯT Chí Trung, NSND Tự Long, NSƯT Quang Thắng, Vân Dung | NSƯT Lan Anh, Phong Windy                         |
| 2   | 2 tháng 3      | Trung Quân Idol, Bùi Anh Tuấn                            |                                                   |
| 3   | 9 tháng 3      | Noo Phước Thịnh                                          |                                                   |
| 4   | 16 tháng 3     | Rhyder                                                   | Mẹ của Rhyder                                     |
| 5   | 23 tháng 3     | Hà Lê, Đinh Tiến Đạt                                     |                                                   |
| 6   | 30 tháng 3     | Phan Mạnh Quỳnh, Hà Nhi                                  |                                                   |
| 7   | 6 tháng 4      | Phan Đinh Tùng & nhóm MTV                                |                                                   |
| 8   | 13 tháng 4     | NSND Tấn Minh, NSND Thu Huyền                            |                                                   |
| 9   | 20 tháng 4     | Lý Hải                                                   | Minh Hà, Lâm Phúc                                 |
| 10  | 27 tháng 4     | NSƯT Quyền Văn Minh, Quyền Thiện Đắc                     |                                                   |
| 11  | 4 tháng 5      | Trúc Nhân                                                |                                                   |
| 12  | 11 tháng 5     | Vũ Cát Tường                                             |                                                   |
| 13  | 18 tháng 5     | Trần Tiến, Đức Trí                                       | NSND Thái Bảo, Nguyễn Đình Tuấn Dũng, Hoàng Quyên |
| 14  | 8 tháng 6      | Thanh Duy                                                | NSND Xuân Vinh                                    |
| 15  | 15 tháng 6     | Nguyễn Văn Chung                                         | Hồng Duyên, Bảo Trâm, Dương Edward                |
| 16  | 22 tháng 6     | Hồng Nhung                                               |                                                   |
| 17  | 20 tháng 7     | Xuân Hinh                                                | NSUT Thanh Thanh Hiền                             |

## Phát sóng
Số đầu tiên của Cuộc hẹn cuối tuần lên sóng vào ngày 17 tháng 7 năm 2021. Trong hai mùa đầu tiên, chương trình được phát sóng vào lúc 20:00 thứ bảy hàng tuần trên kênh VTV3; mùa thứ nhất lên sóng từ ngày 17 tháng 7 đến ngày 6 tháng 11 năm 2021 và mùa thứ hai lên sóng từ ngày 2 tháng 7 đến ngày 12 tháng 11 năm 2022. Sang mùa thứ ba, Cuộc hẹn cuối tuần được chuyển sang khung giờ mới vào lúc 20:00 các ngày chủ nhật trong tuần, bắt đầu từ ngày 23 tháng 2 năm 2025 đến 20 tháng 7 năm 2025.
Vào năm 2022, một số ghi hình với khách mời là diễn viên Hồng Đăng đã không được lên sóng mặc dù anh đã được quảng bá sẽ là nhân vật mở màn cho chương trình Cuộc hẹn cuối tuần mùa 2, với nguyên nhân được cho là có liên quan đến một vấn đề đời tư của nam diễn viên trước đó. Số ghi hình của diễn viên Lan Phương, vốn được phát sóng sau chương trình của Hồng Đăng, được chuyển sang tập đầu tiên và Lan Phương theo đó cũng trở thành nhân vật chính cho số phát sóng đầu tiên của mùa thứ hai.
Trong mùa 3, chương trình đã không phát sóng trong các ngày 25 tháng 5 và 1 tháng 6 năm 2025, do trùng dịp quốc tang nguyên Chủ tịch nước Trần Đức Lương và dành phát sóng chương trình Mùa hè lấp lánh - Những nốt nhạc tranh tài nhân dịp ngày Quốc tế thiếu nhi. Chương trình sau đó cũng đã tiếp tục hoãn phát sóng 2 tuần liên tiếp trong các ngày 29 tháng 6 và 6 tháng 7 năm 2025, để dành thời lượng phát sóng truyền hình trực tiếp đêm chung kết Điểm hẹn tài năng.

## Ảnh hưởng và đón nhận

### Đón nhận
Ngay từ những số đầu tiên, Cuộc hẹn cuối tuần đã được khán giả đón nhận tích cực nhờ lối dẫn dắt thông minh, hóm hỉnh của bộ ba MC cho đến những câu chuyện bất ngờ, thú vị lần đầu được tiết lộ của các khách mời. Bài viết trên báo Phụ nữ cho biết, chương trình đã tạo ra một điểm hẹn mới mẻ khi chọn thời điểm ra mắt giữa tình hình giãn cách xã hội trong bối cảnh dịch bệnh và mọi hoạt động giải trí chỉ diễn ra tại nhà.
Báo Phụ nữ nhận xét chương trình đã tỏ ra tinh tế và nhanh nhạy trong việc lựa chọn khách mời, khi hầu hết những nghệ sĩ được mời đến đang nhận được sự quan tâm của công chúng thông qua các chương trình, bộ phim vừa phát sóng hay các ca khúc đang thịnh hành. Sự xuất hiện của những khách mời vốn ít xuất hiện trên game show như Mỹ Tâm hay Đen Vâu, theo Tuổi Trẻ, cũng góp phần khiến Cuộc hẹn cuối tuần trở nên nổi bật và khơi gợi được sự tò mò. Phụ nữ cho biết thêm, các tiểu phẩm hài cuối chương trình cũng được yêu thích bởi tính giải trí cao, lồng ghép những vấn đề nóng bỏng trong mùa dịch; thậm chí theo Thể thao & Văn hóa, chúng được liên tưởng đến Gặp nhau cuối tuần, chương trình hài kịch từng được yêu thích trước đây. Chương trình đã giành được giải thưởng VTV Awards năm 2021 dành cho hạng mục Chương trình giải trí Ấn tượng trong đêm trao giải vào ngày 1 tháng 1 năm 2022.

### Tỷ suất người xem
Dẫn theo số liệu của Kantar Media Việt Nam về 10 chương trình truyền hình có rating cao nhất trong tháng, thống kê tại 4 thành phố lớn (Hà Nội, Đà Nẵng, Thành phố Hồ Chí Minh và Cần Thơ).
| Năm  | Tháng | Rating | Vị trí trong Top 10 | Nguồn  |
| ---- | ----- | ------ | ------------------- | ------ |
| 2021 | 7     | 4,8%   | 3                   | [ 19 ] |
| 2021 | 8     | 5,2%   | 1                   | [ 22 ] |
| 2021 | 9     | 4,5%   | 3                   |        |
| 2021 | 10    | 4,1%   | 4                   |        |
| 2021 | 11    | 5,3%   | 1                   | [ 23 ] |

## Giải thưởng và đề cử
| Năm  | Giải thưởng  | Hạng mục                                  | Đề cử                               | Kết quả   | Tham khảo |
| ---- | ------------ | ----------------------------------------- | ----------------------------------- | --------- | --------- |
| 2021 | Ấn tượng VTV | Chương trình giải trí Ấn tượng            | Cuộc hẹn cuối tuần                  | Đoạt giải | [ 21 ]    |
| 2021 | Ấn tượng VTV | Biên tập viên – Dẫn chương trình Ấn tượng | Trần Việt Hoàng                     | Đề cử     | [ 24 ]    |
| 2022 | Ấn tượng VTV | Chương trình giải trí Ấn tượng            | Cuộc hẹn cuối tuần: Nghệ sĩ Đen Vâu | Đoạt giải | [ 25 ]    |